# 王子捷
王子捷（?—?），又称王子札、王札子，姬姓，名捷。周顷王的王子，周匡王、周定王、刘康公的兄弟。鲁宣公十五年（周定王十三年，前594年）夏，王孙苏派王子捷杀召戴公及毛伯卫，立召桓公襄。